# Palazzo alla Giornata
Il palazzo alla Giornata si affaccia sul Lungarno Pacinotti, a Pisa. Il palazzo è oggi sede del Rettorato dell'Università di Pisa.

## Storia
Edificato per volere di Battista Lanfreducci, esponente di un'importante ed antica famiglia pisana del XIII secolo, deve l'aspetto attuale alle opere realizzate dall'architetto senese Cosimo Pugliani tra il 1594 e i primi anni del Seicento. 

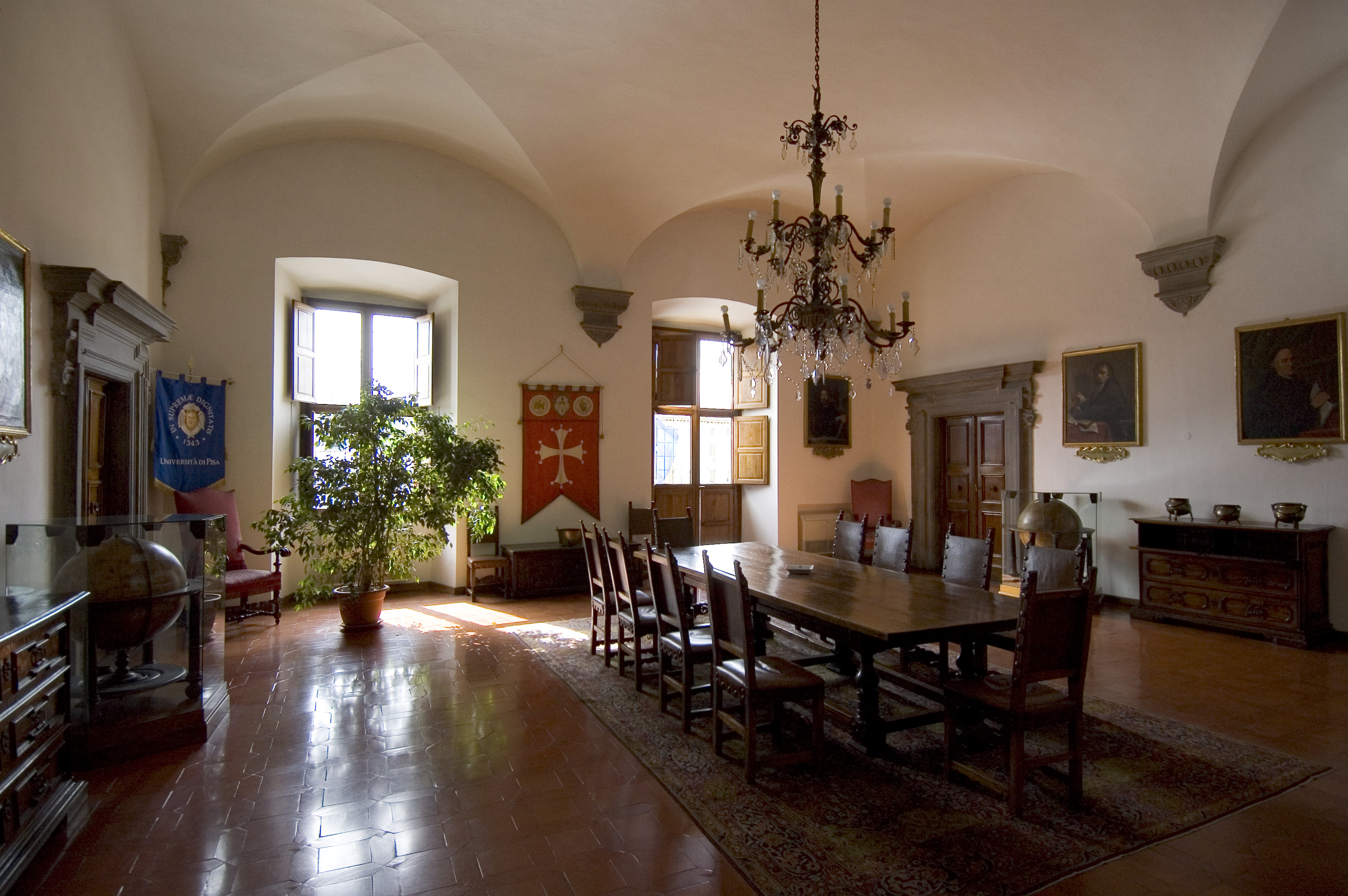
Sala Mappamondi

I Pisani lo denominarono "Palazzo alla Giornata", ispirandosi al motto scelto dal suo proprietario, il cavaliere di Malta Francesco Lanfreducci il Vecchio. Una delle molte leggende suscitate dall'enigmatico motto «alla Giornata» vuole che, dopo una lunga detenzione nelle prigioni di Algeri, il cavalier Lanfreducci ponesse quell'iscrizione sopra il portone della sua residenza a testimoniare la precarietà della vita terrena. Sempre alla prigionia algerina alluderebbe il pezzo di catena appeso sopra l'ingresso principale del palazzo. In realtà, il motto, o più propriamente "l'impresa", «alla Giornata» significa letteralmente «nel giorno della battaglia» e rappresentava una sorta di sfida lanciata ad un antagonista che aveva prevalso sul Lanfreducci in maniera sleale nella lotta di potere che agitava l'Ordine di Malta sul finire del Cinquecento. Il motto allude alla rivalsa sul campo di battaglia, "nel momento della verità". Scegliendo quel motto Lanfreducci intendeva ricordare che il valore di un uomo si misura in faccia al pericolo, sul campo dell'onore e che gli uomini della famiglia Lanfreducci non si erano mai sottratti a questa prova. Il palazzo e la sua scritta sono nominati nella lirica I camelli di D'Annunzio «...alla giornata, scrisse sull'architrave, e l'Arno era soave»
Dietro il palazzo era presente una chiesa detta di San Biagio delle Catene, di proprietà della famiglia Lanfreducci.

## Torre Lanfreducci
La Torre dei Lanfreducci è una delle antiche torri medievali meglio conservate di Pisa, situata nel cortile interno del Palazzo alla Giornata sul Lungarno Pacinotti.

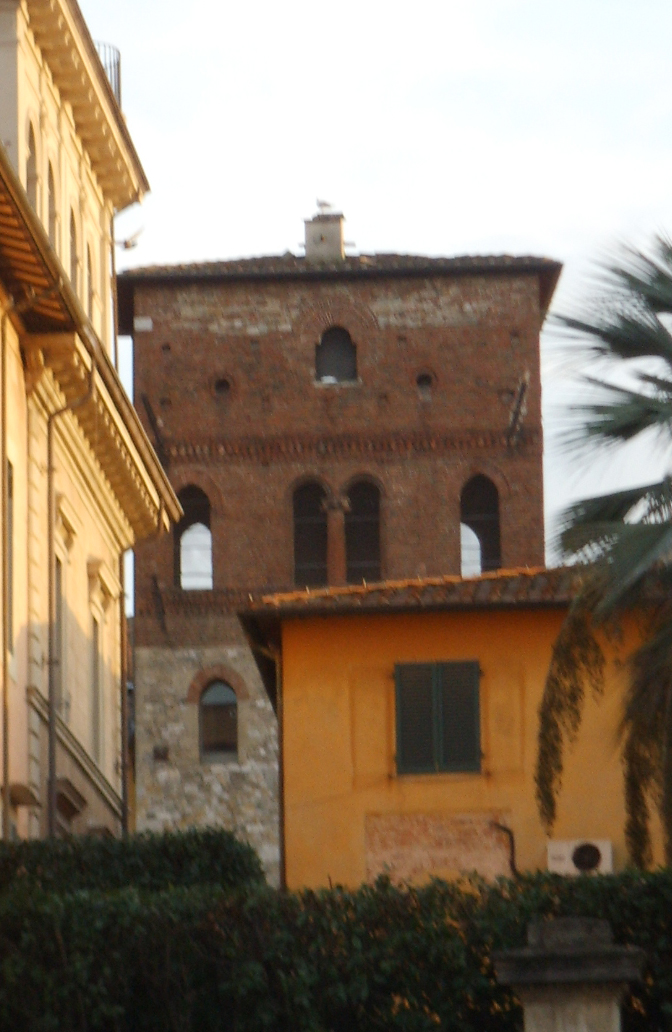
La parte superiore della torre

La torre, a pianta rettangolare, si eleva per sette piani principali ad altezza dei solai variabile e risale nella parte più antica alla seconda metà del XII secolo (riconoscibile per i conci fino al quinto solaio in pietra verrucana grigio chiaro), mentre la parte superiore degli ultimi piani (in laterizio rosso mattone) risale al XIV secolo. Nella parte più alta è presente una decorazione realizzata con la varia disposizione dei mattoni a formare delle fasce decorate.
Verso la metà, sul lato ovest, si può notare ancora la silhouette di un lungo arco di scarico dal disegno ogivale ribassato. Le aperture sono di diversa forma e fattura: rettangolari le più piccole e antiche, poi monofore con archetti e al penultimo piano, anche una bifora con una colonnina in muratura con capitello.